# Anisopodidae
Anisopodidae Edwards, 1921, è una famiglia di insetti dell'ordine dei Ditteri Nematoceri, dalla sistematica incerta per quanto concerne sia la collocazione sia la suddivisione.

## Nomenclatura zoologica
Una delle varie "anomalie" di questa famiglia risiede nel suo nome. Secondo le convenzioni del Codice Internazionale di Nomenclatura Zoologica (International Code of Zoological Nomenclature), un taxon rango superiore dovrebbe derivare il nome da quello inferiore più rappresentativo. Nella fattispecie, il genere Anisopus Meigen, 1803, è oggi considerato un sottogenere di Sylvicola Harris, 1780, perciò è da ritenersi un sinonimo (junion synonym). A rigore, la famiglia dovrebbe denominarsi Sylvicolidae ma, in ottemperanza all'articolo 40.1 del Codice, il nome Anisopodidae deve essere mantenuto perché coniato prima del 1961 e di uso più ricorrente in letteratura.

## Descrizione
L'adulto ha un corpo esile e delicato, lungo 4-10 mm, con livrea generalmente di colore scuro e con zampe lunghe.
Il capo è provvisto di tre ocelli e porta occhi separati nelle femmine e, in genere, connati superiormente nei maschi. Le antenne sono poco allungate e sottili, non piumose, composte da 16 articoli. L'apparato boccale è di tipo succhiante non perforante.
Il torace è dorsalmente convesso, con zampe lunghe e sottili ed ali moderatamente grandi e larghe, completamente trasparenti o recanti macchie scure (Sylvicola). In posizione di riposo sono ripiegate orizzontalmente sull'addome. La nervatura alare cambia secondo il genere. La costa si estende fino alla confluenza di R4+5 o poco oltre, la subcosta confluisce sulla costa in prossimità della metà del margine anteriore. La radio si suddivide complessivamente in tre rami (R1, R2+3 e R4+5) tutti confluenti sulla costa. settore radiale (Rs) longitudinale o leggermente obliquo, con biforcazione in corrispondenza della confluenza della radio-mediale (Sylvicola) o prima (Mycetobia).
La struttura della media differisce notevolmente nei due generi più rappresentativi: in Sylvicola è completamente formata dalla base e si divide in tre rami, mentre in Mycetobia è assente il tratto basale fino alla sua biforcazione e si divide in soli due rami.  Le nervature anali sono in numero di due, di cui la prima completa e confluente sul margine, la seconda più breve e incompleta.
La disposizione delle nervature trasverse e la suddivisione della media generano la presenza, secondo i casi, di una o tre cellule chiuse:
- in Mycetobia, l'allineamento formato dal settore radiale, dalla radio-mediale, dalla medio-cubitale e, infine, dalla base del primo ramo della cubito chiude una regione che, per l'assenza del tratto basale della media, si presenta come un'unica cellula basale, chiusa anteriormente dalla base della radio e posteriormente dalla base della cubito.
- in Sylvicola, invece, la media è completamente formata e separa perciò due cellule basali, una anteriore chiusa dalla base della radio e una posteriore chiusa dalla base della cubito. Al centro dell'ala, in posizione più distale rispetto alle due cellule basali, è presente la cellula discale, chiusa da una vena trasversa mediale (m-m) che connette i rami M2 e M3. La cellula discale, di forma irregolarmente esagonale, origina perciò tre vene longitudinali corrispondenti ai primi tre rami della media.

| |  |
| Schemi delle nervature alari in Sylvicola sp. e Mycetobia sp. C: costa; Sc: subcosta; R: radio; M: media; Cu: cubito; A: anale; h: omerale; r-m: radio-mediale; m-m: mediale; m-cu: medio-cubitale; d: cellula discale. |  |

Gli stadi giovanili sono morfologicamente affini a quelli dei Tipulomorfi. La larva è cilindrica-fusiforme, apoda ed acefala, lunga 1-2 cm e priva di pseudozampe; porta due paia di stigmi, uno toracico e uno addominale (sistema anfipneustico). La pupa ha una conformazione conico-allungata, affusolata nella regione addominale.

## Habitat e biologia
Le larve degli Anisopodidae sono saprofaghe e si rinvengono in ambienti forestali o anche presso gli insediamenti antropici in substrati organici in decomposizione di varia natura, come lettiere, liquami, essudati vegetali, funghi. Possono anche annidarsi nei sifoni e nei pozzetti di scarico di servizi sanitari arrivando talvolta ad intasare filtri di depurazione oppure possono occasionalmente possono attaccare tuberi o radici mal conservati.
Gli adulti si rinvengono in prossimità degli ambienti frequentati dalle larve, spesso in ambienti forestali. Si nutrono di succhi vegetali, spesso della linfa che sgorga dalle ferite delle piante.  Gli adulti di alcune specie, per svernare, tendono a introdursi nelle abitazioni all'arrivo dei primi freddi e si posizionano in genere sulle finestre. Questo caratteristico comportamento spiega il nome comune dato dagli anglosassoni a questi insetti, window gnats ("moscerini della finestra").

## Sistematica
La famiglia, pur essendo largamente distribuita in tutto il mondo, comprende solo un centinaio di specie ripartite fra sette generi.
La posizione sistematica degli Anisopodidae è piuttosto controversa, a causa dell'eterogeneità morfologica e filogenetica che, per alcuni versi, avvicina questi nematoceri a quelli più primitivi (ad esempio per la complessità della nervatura alare) e per altri ai Bibionomorfi (ad esempio per la presenza degli ocelli). Le stesse specie sono state in passato classificate, secondo i casi, fra i Tipulidae, i Bibionidae e i Mycetophilidae. Fino agli anni novanta, i più autorevoli ditterologi hanno associato filogeneticamente gli Anisopodidae ai Bibionomorpha. In diverse pubblicazioni successive al 2000, tuttavia, gli Anisopodidae sono spesso inclusi nell'infraordine Psychodomorpha mentre, nell'ambito dei Bibionomorfi, gli studiosi degli Sciaroidea tendono spesso a mettere in relazione fra loro le due superfamiglie degli Sciaroidea e dei Bibionoidea trascurando gli Anisopodidae.
Due sono perciò le differenti interpretazioni negli schemi tassonomici: diverse fonti, più o meno recenti, includono la superfamiglia Anisopodoidea nell'ambito dei Bibionomorpha, mentre altre, soprattutto recenti, la includono fra gli Psychodomorpha. In quest'ultimo caso, tuttavia, si sta facendo strada la tendenza a scorporare dalla famiglia sensu lato alcuni taxa, elevandoli al rango di famiglie (Mycetobiidae e Valeseguyidae) e inquadrandole in differenti posizioni sistematiche.
La tradizionale suddivisione sistematica sensu lato, probabilmente incongruente dal punto di vista filogenetico, si basa sul seguente schema:
- Superfamiglia Anisopodoidea
  - Famiglia Anisopodidae
    - Sottofamiglia Anisopodinae
      - Genere Carreraia
      - Genere Lobogaster
      - Genere Mesochria
      - Genere Olbiogaster (syn. Adonia, Eogaster)
      - Genere Sylvicola (syn. Anisopus[17], Phryne[17], Rhyphus[18])

    - Sottofamiglia Mycetobiinae
      - Genere Mycetobia (syn. Trichomycetobia)
      - Genere Valeseguya

L'inquadramento alternativo, secondo i più recenti orientamenti, sarebbe il seguente:
- Superfamiglia Anisopodoidea
  - Famiglia Anisopodidae
    - Genere Carreraia
    - Genere Lobogaster
    - Genere Mesochria
    - Genere Olbiogaster
    - Genere Sylvicola

  - Famiglia Mycetobiidae
    - Genere Mycetobia
- Superfamiglia Scatopsoidea
  - Famiglia Valeseguyidae
    - Genere Valeseguya

Va tuttavia precisato che alcune fonti hanno impostazioni "ibride", in quanto includono i Mycetobiidae negli Anisopodidae separando solo la famiglia Valeseguyidae.
In Italia sono presenti solo cinque specie, di cui quattro appartenenti al genere Sylvicola, diffuse nel nord, e una al genere Mycetobia, diffusa al nord e nella penisola. Le specie più comuni sono Mycetobia pallipes e Sylvicola fenestralis. Da notare che il nome fenestralis è dovuto al fatto che gli adulti si possono ritrovare spesso sui vetri delle finestre.